# Krzepice (gmina)
Krzepice (do 1952 miasto Krzepice + gmina Kuźniczka) – gmina miejsko-wiejska w województwie śląskim, w powiecie kłobuckim. W latach 1975–1998 gmina położona była w województwie częstochowskim.
Siedziba gminy to Krzepice.

## Nazwa
Nazwę miejscowości w zlatynizowanej staropolskiej formie Krzyepycze oraz Antiqua Krzyepycze wymienia w latach (1470–1480) Jan Długosz w księdze Liber beneficiorum dioecesis Cracoviensis.

## Demografia
Według danych z 31 grudnia 2008 gminę zamieszkiwało 9378 osób.

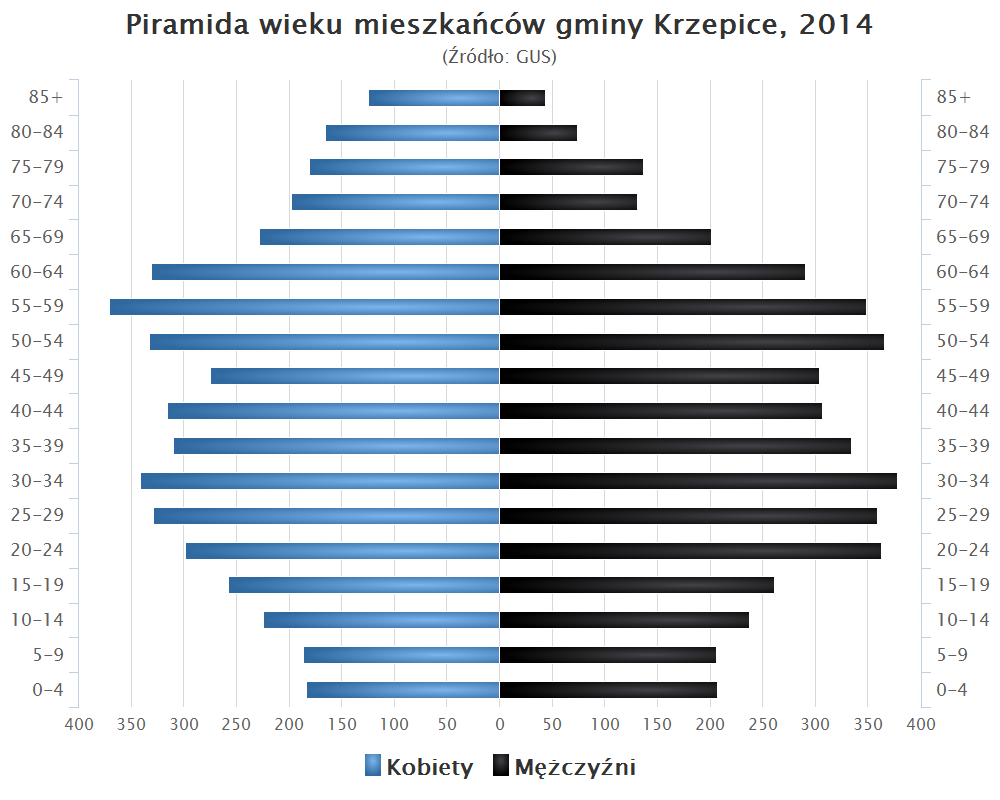
Piramida wieku mieszkańców gminy Krzepice w 2014 roku

Dane z 30 czerwca 2004:
| Opis                              | Ogółem | Ogółem | Kobiety | Kobiety | Mężczyźni | Mężczyźni |
| --------------------------------- | ------ | ------ | ------- | ------- | --------- | --------- |
| jednostka                         | osób   | %      | osób    | %       | osób      | %         |
| populacja                         | 9378   | 100    | 4758    | 50,6    | 4649      | 49,4      |
| gęstość zaludnienia (mieszk./km²) | 119,4  | 119,4  | 60,4    | 60,4    | 59        | 59        |

## Struktura powierzchni
Według danych z roku 2002 gmina Krzepice ma obszar 78,81 km², w tym:
- użytki rolne: 82%
- użytki leśne: 9%

Gmina stanowi 8,86% powierzchni powiatu.

## Miejscowości w obrębie gminy

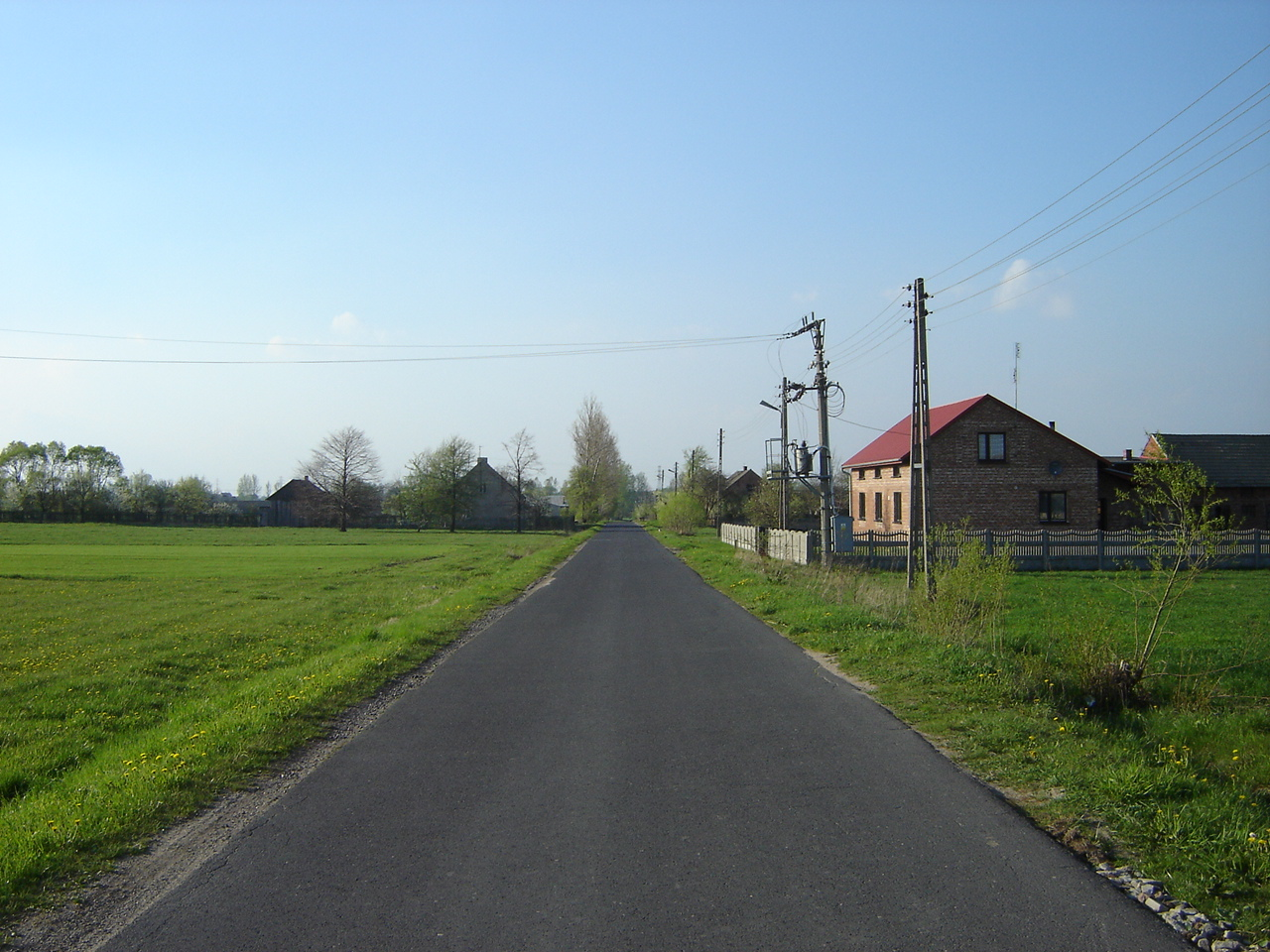
Dankowice I - zabudowa

Gmina swoim obszarem obejmuje miejscowości:
- Dankowice Pierwsze
- Dankowice Drugie
- Dankowice-Piaski
- Dankowice Trzecie
- Krzepice
- Lutrowskie
- Podłęże Królewskie
- Stanki
- Starokrzepice
- Szarki
- Zajączki Pierwsze
- Zajączki Drugie
- Zajączki Pierwsze-Ruda

## Przyroda
Przez gminę przepływa rzeka Liswarta oraz jej dopływy: Piskara, Piszczka, Pankówka.

## Sąsiednie gminy
Lipie, Olesno, Opatów, Panki, Przystajń, Radłów, Rudniki